# Elecrama
Die Elecrama ist eine internationale Messe für die Elektro- und Industrieelektronikindustrie. Sie fand ab 1990 zunächst alle drei Jahre statt; seit 2002 wird sie alle zwei Jahre in Mumbai (Indien) vom Verband der indischen Elektro- und Elektronikindustrie (Indian Electrical and Electronics Manufacturers Association, IEEMA) veranstaltet. Die Messe, die 2010 über 1000 Aussteller aus über 40 Ländern auf 60 000 m² Fläche hatte, bezeichnet sich selbst als größte Messe dieser Branche weltweit.